# FC Sheriff Tiraspol
El Fotbal Club Sheriff Tiraspol (en rus: ФК Шериф Тирасполь), comunament conegut com a Sheriff Tiraspol o simplement Sheriff, és un club de futbol moldau amb seu a Tiraspol, una ciutat situada a la República Moldava de Pridnestrovia (Transnistria) no reconeguda de iure. Fundat el 1997 amb el nom de Tires Tiraspol i rebatejat l'any següent com a Sheriff, s'ha imposat ràpidament en el futbol moldau.

## Història
El club va ser fundat el 1997 per l'empresa Sheriff. És el dominador del futbol moldau d'ençà del 2001, ha guanyat la gran majoria dels campionats d'aleshores fins avui (2021). Ha estat el campió de la Copa de la Comunitat d'Estats Independents el 2003, primer club moldau a assolir-ho.

### 2021-22: Lliga de Campions de la UEFA
A la Lliga de Campions de la UEFA 2021-22, el Sheriff es va convertir en el primer equip moldau en classificar-se per la fase de grups de la competició després de vèncer al Dinamo de Zagreb per un global de 3-0. Va quedar enquadrat en el Grup D per enfrontar-se a l'Inter de Milà, el Reial Madrid i el Xakhtar Donetsk. El 15 de setembre, el Sheriff va guanyar el seu primer partit de la fase de grups, per 2-0 contra el Xakhtar Donetsk, abans de seguir amb una sorprenent victòria com a visitant per 2-1 contra el Reial Madrid al Santiago Bernabéu el 28 de setembre de 2021, amb un gol de Sébastien Thill al minut 89.

## Palmarès
- Lliga moldava de futbol (21):
  - 2001, 2002, 2003, 2004, 2005, 2006, 2007, 2008, 2009, 2010, 2012, 2014, 2016, 2016/17, 2017, 2018, 2019, 2021, 2022, 2023
- Copa moldava de futbol (12):
  - 1999, 2001, 2002, 2006, 2008, 2009, 2010, 2015, 2016-17, 2018-19, 2021-22, 2022-23
- Supercopa moldava de futbol (7):
  - 2003, 2004, 2005, 2007, 2013, 2015, 2016
- Copa de la Comunitat d'Estats Independents (2):
  - 2003, 2009